# خواکین پرز (بازیکن فوتبال)
خواکین پرز (انگلیسی: Joaquín Pérez؛ زادهٔ ۱ فوریهٔ ۲۰۰۰) بازیکن فوتبال است.
از باشگاه‌هایی که در آن بازی کرده‌است می‌توان به باشگاه فوتبال ریور پلاته اشاره کرد.